# Востокредмет
«Востокредмет» (Ленинабадский горно-химический комбинат) — таджикское предприятие. Это первенец атомной промышленности СССР: из урана, добытого и обогащённого здесь, был запущен первый атомный реактор и сделана первая советская атомная бомба.

## Местоположение
Комбинат расположен в окрестностях города Бустона Согдийской области Республики Таджикистан.

## История
Комбинат создан на базе завода «В» и Ленинабадского завода, которые находились в Чкаловске Таджикской ССР.
В конце 1944 года в соответствии с постановлением «О мероприятиях по обеспечению развития добычи и переработки урановых руд» эти предприятия были переданы Наркомцветметом в ведение НКВД СССР. К запуску завода имеет отношение Постановление Государственного комитета обороны СССР 15 мая 1945 года, когда на близлежащих рудниках (Адрасманский, Майлисайский, Уйгурский, Тюя-Муюнский и Табошарский) к тому времени уже было добыто 18 тысяч тонн урановой руды. С момента создания предприятие называлось «Комбинат № 6 НКВД СССР».
Строительство комбината осуществлялось заключёнными, немецкими военнопленными и советскими гражданами, которые во время войны были угнаны в Германию, а по возвращении направлены в лагеря как предатели, а также спецпереселенцами — представителями депортированных народов СССР (немцы, крымские татары, чеченцы, калмыки, корейцы и т. д.). В дальнейшем комбинат строили добровольцы, в основном молодёжь после окончания ФЗУ. Первым руководителем предприятия стал Б. Н. Чирков, который до этого работал директором вначале Джезказганского, а затем Тырныаузского комбинатов цветной металлургии.
Основной рудной базой комбината являлись месторождения Каттасай и Алатаньга в бассейне реки Ангрен, на базе которых было образовано рудоуправление № 2 (Янгиабад). Несколько позже было открыто месторождение в районе пос. Красногорск и образовано рудоуправление № 3 (Красногорск).
Комбинат осуществлял добычу урановой руды и её обогащение. Позднее по мере истощения урановых рудников к переработке урановой руды добавилось и извлечение попутных золота, серебра и редкоземельных элементов. Именно добыча золота и серебра и позволила комбинату выжить в 1990-е, как и другим подобным предприятиям Средней Азии, например, Навоийскому горно-металлургическому комбинату в Узбекистане.
В 1967 году стал называться Ленинабадский горно-химический комбинат.
С распадом СССР стал собственностью Таджикистана.
Ныне комбинат называется «Производственное объединение „Востокредмет“».

## Предприятие сегодня
Объединение «Востокредмет» входит в российское АО «Концерн „Атомредметзолото“», Казахскую Государственную корпорацию предприятий атомной энергетики и промышленности.
В состав предприятия входят:
- Гидрометаллургический завод
- Бустонский машиностроительный завод
- НПК «Технологии»
- АТ (Управление автотранспорта)
- Ремонтно-строительное управление
- НПЦ «ЭлТа»
- Ювелирный завод

Предприятие производит:
- концентрат урановый природный
- высокочистый пентоксид ванадия
- титанооксидный катализатор
- марганцевый и вольфрамовый концентраты
- золотые и серебряные слитки
- ювелирные изделия из драгоценных металлов
- горное и химико-технологические оборудование
- различные электронные приборы и устройства
- изделия из камня
- оборудование для агропромышленного комплекса
- автобусы «Таджикистан»

## Известные сотрудники
- Опланчук, Владимир Яковлевич (1919—1991) — директор комбината, Герой Социалистического Труда.
- Рахматуллаев, Гайбулло (род. 1930) — бригадир слесарей цеха № 1, Герой Социалистического Труда.
- Цацко, Михаил Павлович (род. 1925) — бригадир горнопроходческой бригады, Герой Социалистического Труда.
- Поносов, Виктор Егорович (1936-1986) – главный энергетик Кайроккумской ГЭС, Герой социалистического труда.